# 1875
Промислова революція •  Колоніальні імперії •  Національно-визвольні рухи • Робітничий рух

## Геополітична ситуація
У Росії царює імператор Олександр II (до 1881). Російській імперії належить більша частина України, значна частина Польщі, Грузія, Закавказзя, Фінляндія, Бухарське ханство, Хівинське ханство. Україну розділено між двома державами — Королівство Галичини та Володимирії належить Австрії, Правобережжя, Лівобережжя та Крим — Російській імперії.
В Османській імперії володарює султан Абдул-Азіз (до 1876). Під владою османів перебувають Близький Схід та Єгипет, Середземноморське узбережжя Північної Африки, Болгарія. Васалами османів є Сербія та Боснія.
В Австро-Угорщині править Франц-Йосиф I (до 1916). Імперія охоплює, крім австрійських та угорських земель, Хорватію, Трансильванію, Богемію. Німецьку імперію очолює Вільгельм I (до 1888). Королівство Баварія — Людвіг II (король Баварії) (до 1886).
У Франції при владі Третя французька республіка. Франція має колонії в Алжирі, Карибському басейні, Південній Америці в Індокитаї та Індії. Перша іспанська республіка припинила існування. Іспанії належать частина островів Карибського басейну, Філіппіни. У Португалії править Луїш I (до 1889). Португалія має володіння в Африці, Індії, Індійському океані й Індонезії.
У Великій Британії триває Вікторіанська епоха — править королева Вікторія (до 1901). Британська імперія має колонії в Північній Америці, на Карибах, в Африці та Індії. Королівство Нідерланди очолює Віллем III (до 1890). Король Данії та Норвегії — Кристіан IX (до 1906), Оскар II сидить на шведському троні (до 1907). Королівство Італія очолює Віктор Емануїл II (до 1878).
Бразильську імперію очолює Педру II (до 1889). Посаду президента США обіймає Улісс Грант. Територію на півночі північноамериканського континенту займає Канадська конфедерація (домініон Великої Британії), територія на півдні континенту належить Мексиці.
В Ірані при владі Каджари. Владу над Індостаном утримує Британська корона. У Бірмі править династія Конбаун, у В'єтнамі — династія Нгуєн, у Сіамі — династія Чакрі. У Китаї володарює Династія Цін. У Японії триває період Мейдзі.

## Події

### В Україні
- 4 жовтня засновано Чернівецький університет.

### У світі
- 25 лютого Цзайтянь став у віці трьох років імператором Китаю.
- 20 вересня стався Канхваський інцидент між Японією та Чосоном.
- 7 травня укладено Санкт-Петербурзький договір між Російською імперією та Японією.
- У жовтні Оттоманська імперія оголосила часткове банкрутство.

### В суспільстві
- В Індії сформувався рух Ар'я-самадж.
- Виникло теософське товариство.
- Єгипет запровадив григоріанський календар.
- Засновано
  - Видавництво Фламмаріон.
  - Бомбейську фондову біржу.
  - Університет Брігама Янга.
  - Університет Досіся.
  - Компанію Toshiba.

### У науці
- Підписано метричну конвенцію з метою встановлення міжнародної системи одиниць, засновано Міжнародне бюро мір і ваг.
- Поль Еміль Лекок де Буабодран відкрив Галій, перший елемент передбачений Менделєєвим.
- Едуард Зюсс уперше запропонував термін «біосфера».
- Джон Керр відкрив квадратичний електрооптичний ефект
- Володимир Шманкевич опублікував працю про можливості еволюційних змін організмів внаслідок змін умов середовища.

### У мистецтві
- Відбулася прем'єра опери Жоржа Бізе «Кармен».
- Бедржіх Сметана написав цикл симфонічних поем «Моя Батьківщина».
- Каміль Сен-Санс скомпонував Danse macabre.
- Засновано Лігу студентів-художників Нью-Йорка.
- Закінчилося будівництво Опери Гарньє.

### У спорті
- Відбулося перше Кентукське дербі.
- У Монреалі проведено перший хокейний матч у закритому приміщенні.

## Народились
Див. також Категорія:Народились 1875
- 11 січня
  - Фредерік Марк Бекет, канадський металург і винахідник в галузі електрообладнання і хімічних сплавів.
  - Рейнгольд Глієр, український і російський композитор німецько-польського походження, диригент, педагог, музично-громадський діяч.
- 14 січня — Альберт Швейцер, німецький філософ, музикант, лікар
- 7 березня — Моріс Жозеф Равель, французький композитор
- 1 квітня — Воллес Едґар, англійський письменник
- 2 квітня — Волтер Крайслер, американський підприємець, засновник корпорації «Крайслер»
- 23 квітня — Уемура Шьоен, японська художниця.
- 6 червня — Томас Манн, німецький письменник
- 28 червня — Анрі Леон Лебег, французький математик
- 26 липня — Карл Густав Юнг, швейцарський психіатр, філософ
- 24 серпня — Едуар Ньєпор, французький льотчик і авіаконструктор
- 1 вересня — Едгар Райс Бероуз, американський письменник
- 3 вересня — Порше Фердинанд, австрійський автоконструктор
- 12 вересня — Кошиць Олександр Антонович, український диригент, композитор і етнограф.
- 22 вересня — Чюрльоніс Мікалоюс, литовський художник і композитор

## Померли
Дивись також Категорія:Померли 1875
- 27 грудня — Річард Кристофер Керрінгтон, англійський астроном